# Justus-Jonas-Kirche (Nordhausen)

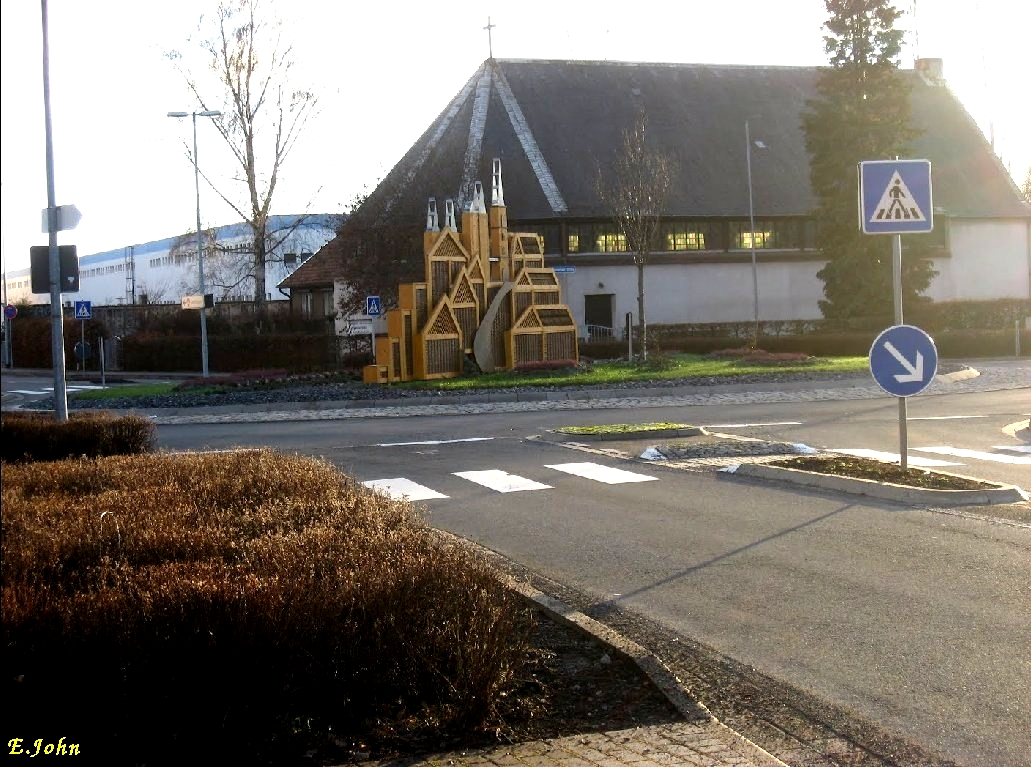
Justus-Jonas-Kirche

Die evangelisch-lutherische Justus-Jonas-Kirche steht in der Nordhäuser Siedlung Niedersalza der Stadt Nordhausen im Landkreis Nordhausen in Thüringen. Sie wurde 1950 als Notkirche ohne Kirchturm errichtet und ist die einzige der sogenannten Bartning-Notkirchen im Land Thüringen bzw. im Harzraum. Der Sakralbau erhielt den Namen des in Nordhausen geborenen Reformators Justus Jonas. Seine Kirchengemeinde gehört zum Kirchenkreis Südharz der Evangelischen Kirche in Mitteldeutschland.

## Bau
Nach den Luftangriffen auf Nordhausen im April 1945 und der Zerstörung zahlreicher Kirchen engagierte sich das Notkirchenprogramm des Hilfswerks der Evangelischen Kirche (1948–1951) für den schnellen Bau einer kleinen Kirche ohne Turm im Stadtteil Salza in der Siedlung Niedersalza. Die international unterstützte Aktion erstreckte sich über alle deutschen Besatzungszonen und basiert auf drei Typen. Das von Otto Bartning und Otto Dörzbach entwickelte Bauprogramm fußte auf Erfahrungen, die sie im Montage- und Systembau 1928 bis 1932 gemacht hatten.
In Nordhausen steht eine von 41 Kirchen des „Typs B“ mit polygonalen Altarraum und 500 Sitzplätzen. Die Spendenmittel für dieses Gotteshaus betrugen rund 50.000 DM vom Evangelischen Hilfswerk und etwa 10.000 US-Dollar vom Lutherischen Weltkonvent.
Die Materialengpässe der Nachkriegszeit zwangen zu einer optimierten Bauweise; die Konstruktion besteht aus vorgefertigten Holzbindern aus dem Hallenbau, Dachtafeln sowie normierten Fenstern und Türen. Die Hallenbinder rhythmisieren den Innenraum und lassen Wand und Dachunterschicht zusammenfließen. Ausgemauert wurde mit gesäuberten Ziegeln aus Kriegsruinen der Stadt.

## Geschichte

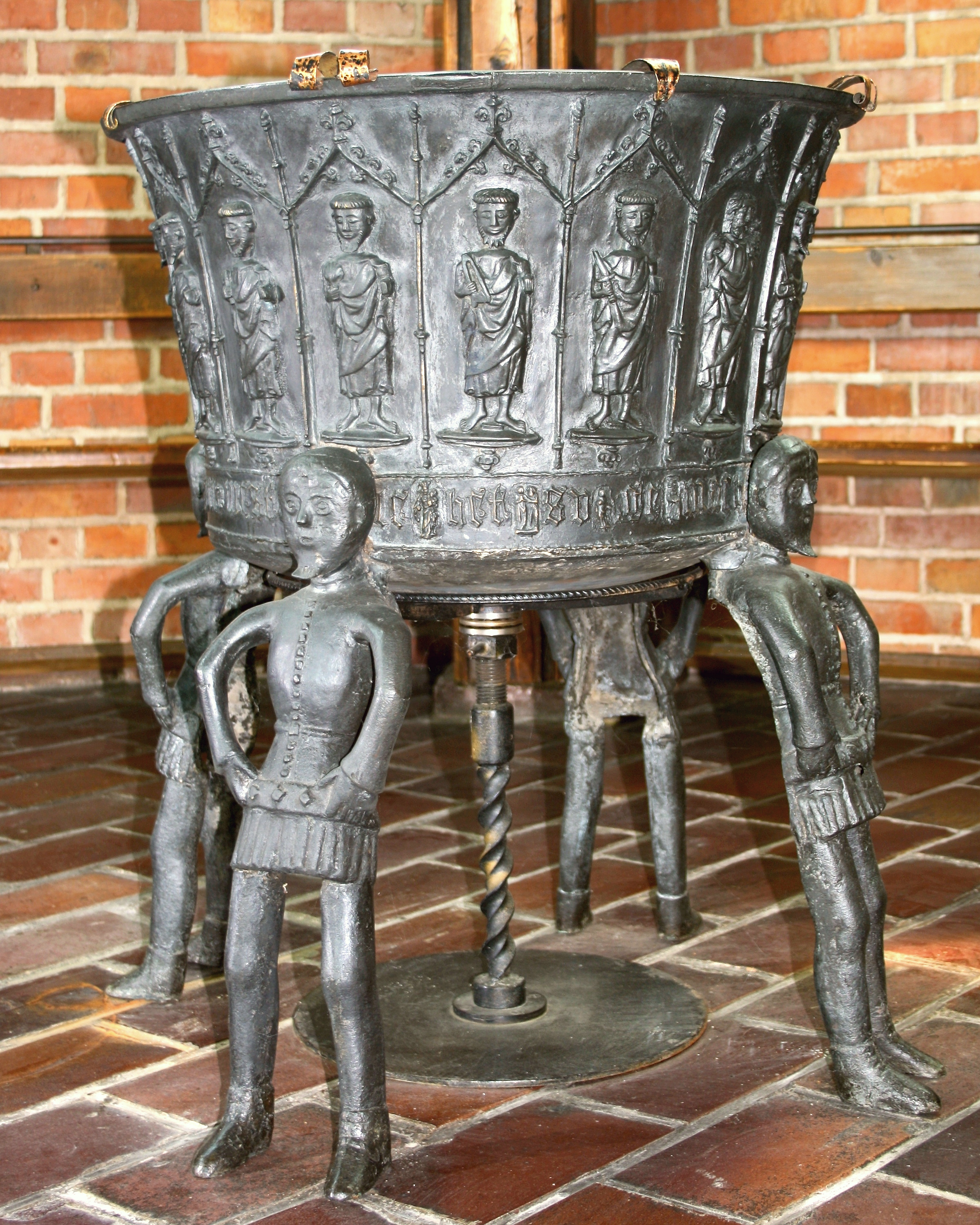
Bronzetaufe (1429) der Petrikirche, heute in der Justus-Jonas-Kirche

Als Standort der neuen Kirche wurde der westliche Stadtteil Niedersalza (Salza) gewählt, da man hier einen neuen Wohnbezirk entstehen lassen wollte. Im Frühjahr 1949 erwarb die Kirchengemeinde nach Beschluss der Stadtverordneten-Versammlung ein Grundstück am Hüpedenweg.
Der Sakralbau erhielt den Namen des in Nordhausen geborenen Reformators Justus Jonas, (1493–1555), eines Freundes Martin Luthers. Der Grundstein wurde am 9. Dezember 1949 gelegt, die Einweihung fand am 9. Juli 1950 mit Bischof D. Müller aus Magdeburg statt. Der bisherige Pfarrbezirk Nikolai-West wurde mit einigen Erweiterungen umbenannt in „Justus-Jonas-Kirchengemeinde“. Ihr erster Pfarrer war Fritz Schulze.

## Ausstattung
Als Geschenk erhielt die Gemeinde ein bronzenes Taufbecken aus der zerstörten Petrikirche; die Glocke stammt ebenfalls von der Petrikirche.
Die spendenfinanzierte Orgel wurde 1953 von den Gebr. Jehmlich /
Dresden gebaut und 1966 auf 12 Register ergänzt. Das Kruzifix im Vorraum erwarb die Gemeinde 1958, geschaffen vom  blinden Künstler Dario Malkowski (1926–2017).
1969 wurde direkt neben der Kirche ein kleines Pfarrhaus errichtet.
Die Justus-Jonas-Kirche feierte im Jahr 2000 ihr fünfzigjähriges Bestehen.

## Pfarrer
- Fritz Schulze 1948–1958
- Johannes Hertel 1958–1966
- Christina Donder ?–1980
- Herbert Lausch ?–1999
- Matthias Hänel 2001–2023